# Равноплодник
Равноплодник (лат. Isopyrum) — род цветковых растений семейства Лютиковые (Ranunculaceae), произрастающих в Евразии. Североамериканский род Enemion иногда рассматривается как его часть.

## Ботаническое описание
Многолетние травянистые растения.
Стебель прямостоячий, гладкий, голый. Листья 2 × тройчатосложные. Прикорневые листья абаксиально бледно-зелёные, адаксиально зелёные. Стеблевые листья на коротких черешках; черешок обшит; оболочка белая, пленчатая.

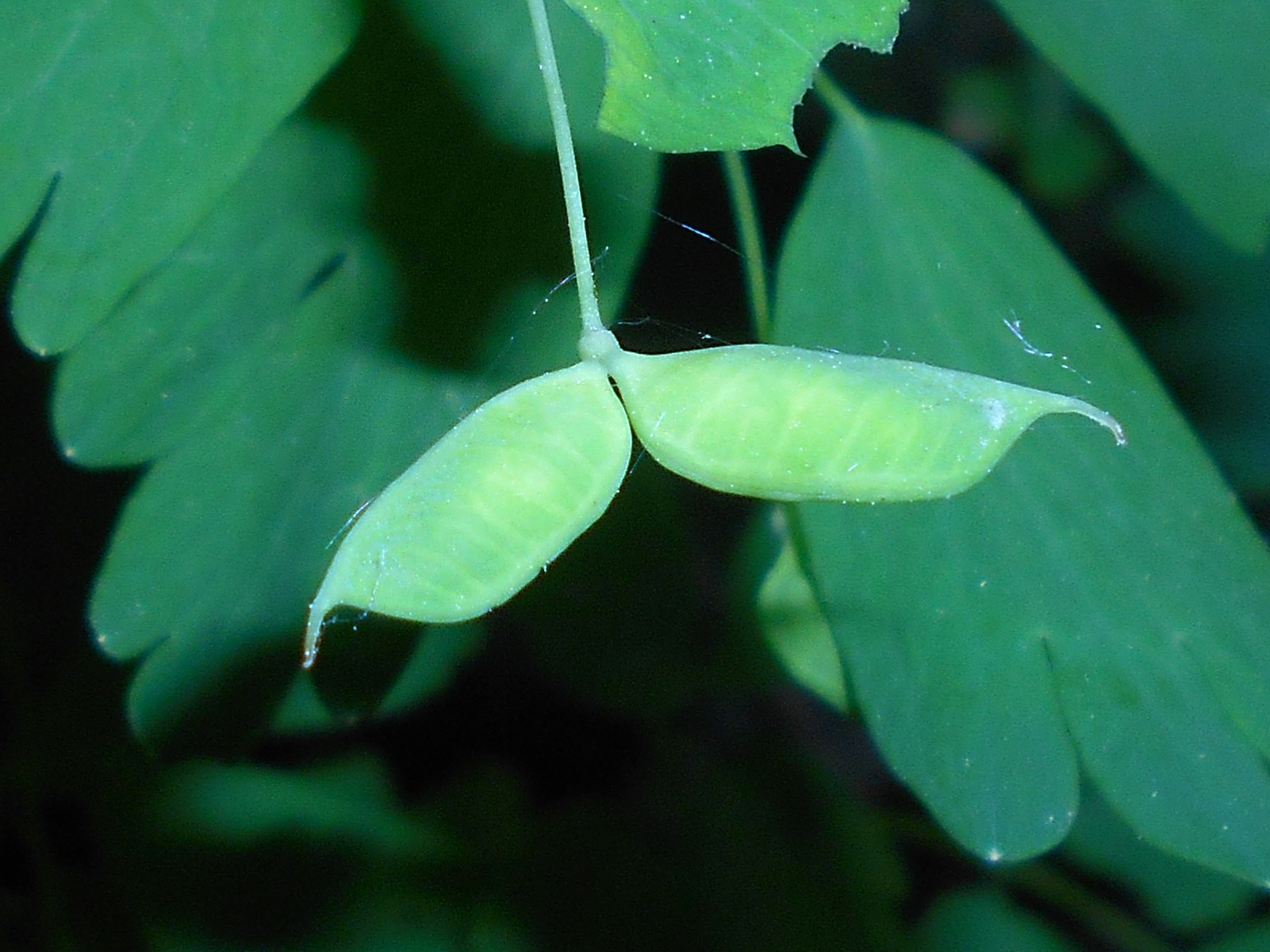
Плоды Равноплодник василистниковый|равноплодника василистникого (Isopyrum thalictroides)

Соцветия метельчатые или кистевидные; прицветники 1 или 2 × тройчатосложные, трёх-лопастные или трёх-разрезные. Цветки радиально-симметричные, мелкие. Цветоножка тонкая. Чашелистиков 5, белые, лепестковидные. Лепестков 5, значительно мельче чашелистиков, в основании трубчатые или неглубоко мошонковидные, с короткими когтями. Тычинок 20–30; нити сублинейные, 1-жилковые; пыльники жёлтые, широкоэллипсовидные. Пестики в числе 1—5, свободные, прямостоячие, узкояйцевидные; семяпочки многочисленные, расположены в 2 ряда на вентральном шве. Фолликулов 1—5, эллипсовидно-яйцевидные, плоские, с горизонтальным жилкованием, на вершине с изогнутым носиком.
Семена многочисленные, от чёрных до черноватых, от яйцевидных до эллипсоидных, гладкие.

## Виды
По данным GBIF на январь 2023 род включает четыре вида:
- Isopyrum anemonoides Kar. & Kir. — Равноплодник ветренецевидный
- Isopyrum ludlowii Tamura & Lauener
- Isopyrum manshuricum (Kom.) Kom. ex W.T.Wang & P.K.Hsiao — Равноплодник маньчжурский[2]
- Isopyrum thalictroides L. — Равноплодник василистниковый[3]

## Применение
Равноплодник василистниковый выращивают как декоративное садовое растение.